# سبش
شهر سبش (به رومانیایی: Sebeş) در شهرستان البه در کشور رومانی واقع شده‌است. جمعیت این شهر ۲۹٬۴۷۵ نفر  است.